# 창정 5호
창정 5호(중국어 간체자: 长征五号, 정체자: 長征五號, 병음: Chángzhēngwǔhào, 한자음: 장정오호, LM-5, Long March 5, CZ-5, Changzheng 5 )는 CALT ( 중국 운재화전 기술연구원(China Academy of Launch Vehicle Technology)에서 개발한 중국의 고중량 리프트 발사체(HLLV)이다. CZ-5는 처음부터 액체 로켓 추진체에 초점을 맞춘 새로운 디자인의 중국 최초의 발사체이다. 현재 CZ-5 발사체 2 대가 다양한 임무에 맞게 계획되어 있으며 최대 탑재 물량은 25,000 킬로그램 (55,000 lb)~ LEO 그리고 ~ 14,000 킬로그램 (31,000 lb)를 정지 천이 궤도(GTO)로 운송한다. 창정 5호는 델타 IV 헤비와 같은 미국의 EELV 중량급 발사체의 성능과 대략 일치한다. CZ-5의 첫 발사는 2016년 11월 3일 하이난 섬의 원창 위성발사센터에서 성공적으로 시작되었다. 2017년 7월 2일 두 번째 발사는 첫 번째 단계의 엔진 문제로 인해 실패했다.

## 연혁
2010년부터 창정 발사는 전 세계적으로 우주 발사의 15-25 %를 차지했다. 국내 수요가 증가하여 필요성이 계속 인정되고 있다. 미국의 금수 조치를 회피하기 위하여, 중국의 인공위성과 함께 발사하는 포괄 협상을 통한 국제적 협의가 있었다. 중국 정부는 20년간의 타당성 조사를 거쳐 2007년 창정 5호 로켓 개발을 승인했다. 그것은 베이징 인근 해안 도시인 톈진에 있는 공장에서 제조되었다. 2008년 창정 5호의 첫 발사는 새로운 위성 발사 센터가 건설 중으로 알려진 중국 최남단 섬인 하이난성의 원창 위성발사센터에서 이루어질 것으로 예상되었다. 발사 될 첫 번째 CZ-5 로켓은 2016년 8월 16일 톈진(Tianjin) 제조 시설에서 생산 및 테스트를 완료 한 직후 하이난 섬의 발사 센터로 선적되었다.

### 개발
CZ-5 로켓의 수석 디자이너는 Long Lehao였다. CZ-5 로켓의 주요 목표는 향후 20-30년간 지구 저궤도(LEO) 및 정지 천이 궤도(GTO) 임무에 대한 대형 탑재물에 대한 중국의 요구를 충족시키는 것이었다. CZ-5 프로젝트는 2001년 2월에 처음 발표되었는데, 최초 개발은 2002년에 시작되어 발사체의 첫 번째 버전은 2008년에 가동 될 예정이었다. 하지만 자금 지원은 2007년에야 승인되었는데 이는 동북 중국 전시회 기간 동안 개발자들에 의해 알려졌다. 2007년 10월 30일 톈진시 빈하이 신구 근처 톈진 경제기술개발구 서구에서 CZ-5 생산 공장 건설이 시작되었다. 항구와 가까운 완전히 새로운 생산 시설을 건설하면 대형 로켓의 발사 센터로의 육로 운송과 관련된 물류 문제를 해결할 수 있다. 그러나 로켓은 톈진에서 하이난 섬의 원창(Wenchang)에 있는 새로운 발사 시설까지 바다로 운송 될 예정이다. 새로운 제조 시설은 RMB 4,500,000,000 ( USD 2009년까지 완공 될 예정 건설의 첫 단계로 650 만 달러)의 비용으로 50만 평방 미터에 달하는 면적에 달한다. 2012년에 생산 시설이 완성되면 연간 30 대의 CZ-5를 생산할 수 있게 된다. 2012년 07월 기준 1,200 kN 추력의 LOX / 등유 엔진의 개발이 시험되었다. CZ-5와 그 테스트의 새로운 사진은 2015년 3월에 발표되었다. CZ-5 운반체 로켓은 2017년경으로 계획된 창어 5호 달 탐사선의 리허설 (운반 로켓과 탐사선이 모두 포함된 원창 위성발사센터에서 실시 된 일부 훈련)을 위해 2015년 9월 20일 천진항 북부에서 선적되었다. 첫 번째 시험 비행은 처음에 2014년으로 예정되었지만 이후에는 2016년으로 연기되었다.

### 첫 비행
발사는 UTC 10시 경에 이루어질 것으로 예정 이었으나, 산소 배출과 엔진 냉각과 관련된 몇 가지 쟁점이 준비 과정에서 감지되어 거의 3 시간의 지연을 초래했다. 최종 카운트 다운은 비행 제어 컴퓨터 및 추적 소프트웨어의 문제로 인해 세 번 중단되었다. 마침내 협정 세계시 12시 43분에 로켓이 발사되었다. 또한 중국의 마이크로 블로그 플랫폼인 웨이보(Weibo)의 인터넷 블로거에 따르면 비행 중 사소한 문제가 발생하여 로켓은 YZ-2 상단과 위성을 예상보다 덜 정확한 궤도에 올렸다. 그러나 YZ-2 상단 스테이지로 궤적을 쉽게 보정하여 페이로드를 원하는 궤도에 삽입했다.

### 두 번째 비행
2017년 7월 2일 두 번째 발사는 발사 직후 비정상인 상황을 겪어, 보다 완만한 궤도로 전환되었다. 그러나 45분의 비행후, 실패로 선언되었다. 실패의 원인은 CASC에 의해 확인되었으며 첫 번째 단계의 YF-77 엔진 중 하나에서 발생한 비정상과 관련이 있었다. YF-77은 CASC가 엔진을 재설계 한 후 2018년에 시험 발사되었다. 창정 5호는 2019년 1월에 다시 비행할 것으로 추정되었으나, 그후 출시 날짜는 2019년 7월로 연기되었다.

## 디자인
CZ-5의 수석 디자이너는 CALT (China Academy of Launch Vehicle Technology )의 리 동(Li Dong)이다. CZ-5 제품군에는 5.2m 직경 (최대)의 3개의 기본 모듈러 코어 스테이지가 포함된다. 총 길이는 60.5 미터, 발사당시 무게는 643 톤, 추력은 833.8 톤이다. 직경이 2.25미터부터 3.35 미터에 달하는 다양한 능력의 부스터가 3개의 모듈러 코어 스테이지와 부착식 스테이지로 조립된다. 1단과 부스터엔진으로, 1,200 kN 추력의 LOX / 등유 엔진, 또는 500 kN 추력의 LOX/LH2 엔진 중에서 다양한 액체 로켓 추진제의 엔진을 선택할 수 있다. 윗단에서는 개선된 버전의 YF-75 엔진을 사용한다. 엔진 개발은 2000-2001년에 시작되었는데, 엔진에 대한 시험 지시가 2005년부터 중국 국가 우주국 (CNSA)에서 시작되었다. 두 가지 새로운 엔진의 버전인 YF-100 및 YF-77은 2007년 중반까지 성공적으로 테스트되었다. CZ-5 시리즈는 최대 23 톤의 페이로드를 저지구 궤도(LEO)에 전달하거나 최대 13 톤의 페이로드를 정지천이궤도(GTO)에 운송할 수 있다. 이것은 CZ-2, CZ-3 및 CZ-4 시리즈를 대체 할뿐만 아니라 현재 창정 로겟 군이 소유하지 않은 새로운 기능을 제공한다. CZ-5 발사체는 지름 5.0m의 코어 스테이지와 직경이 3.35m 인 착탈식 부스터 4 개로 구성되어 LEO에 약 25 톤의 페이로드를 보낼 수 있다. 6 개의 CZ-5 변종이 원래 계획되었다. 그러나 경량의 버전은 CZ-6 및 CZ-7 계열의 선호에 따라 취소되었다.

### 사양
사용 중
| 개량판                 | CZ-5                     | CZ-5B                    |
| ---------------------- | ------------------------ | ------------------------ |
| 부스터                 | 4 × CZ-5-300, 2 × YF-100 | 4 × CZ-5-300, 2 × YF-100 |
| 1단                    | CZ-5-500, 2 × YF-77      | CZ-5-500, 2 × YF-77      |
| 2단                    | CZ-5-HO, 2 × YF-75D      | -                        |
| 3단(옵션)              | 위안청-2                 | -                        |
| 추력 (지상에서)        | 10565 KN                 | 10565 KN                 |
| 발사 무게              | 867 t                    | 837 t                    |
| 전고                   | 62 m                     | 53.66m                   |
| 페이로드 ( LEO 200 km) | -                        | ~ 25 t                   |
| 페이로드 ( GTO )       | ~ 14 t                   | -                        |
| 참고 문헌 :            |                          |                          |

제안 중
| 개량판                 | CZ-5-200           | CZ-5-320             | CZ-5-522                                       | CZ-5-540             |
| ---------------------- | ------------------ | -------------------- | ---------------------------------------------- | -------------------- |
| 부스터                 | -                  | 2 × CZ-5-200, YF-100 | 2 × CZ-5-200, YF-100; 2 × CZ-5-300, 2 × YF-100 | 4 × CZ-5-200, YF-100 |
| 1단                    | CZ-5-200, YF-100   | CZ-5-300, 2 × YF-100 | CZ-5-500, 2 × YF-77                            | CZ-5-500, 2 × YF-77  |
| 2단                    | CZ-YF-73, YF-73    | CZ-5-KO,             | CZ-5-HO, 2 × YF-75D                            | CZ-5-HO, 2 × YF-75D  |
| 3 단 (LEO에는 미사용)  | -                  | CZ-5-HO, YF-75       | -                                              | -                    |
| 추력 (지상에서)        | 134 Mgf (1.34 MN ) | 720 Mgf (7.2 MN)     | 824 Mgf (8.24 MN)                              | 584 Mgf (5.84 MN)    |
| 발사시 무게            | 82 t               | 420 t                | 630 t                                          | 470 t                |
| 높이 (최대)            | 33 m               | 55 m                 | 58 m                                           | 53 m                 |
| 페이로드 ( LEO 200 km) | 1.5 톤             | 10 t                 | 20 톤                                          | 10 t                 |
| 페이로드 ( GTO )       | -                  | 6 t                  | 11 t                                           | 6 t                  |
| 참고 문헌 :            |                    |                      |                                                |                      |

## 우주정거장
중국은 2020년부터 2022년까지 톈궁 우주정거장을 건설할 계획이다. 국제우주정거장과 같은 모듈 방식으로, 하나의 모듈이 무게 20톤 정도 된다. 이를 쏘아 올릴 로켓이 창정 5호다.
2020년 5월 5일, 차세대 유인 우주선 발사에 성공했다. 차세대 유인 우주선은 톈궁 우주정거장에 도킹을 하여 사람과 화물을 수송하게 되며, 7인승이다. 화물만 운반하는 무인 화물우주선은 톈저우 1호를 사용할 것이다.
중국이 2021년 처음 쏘아올릴 우주정거장의 핵심모듈 톈허 모듈의 무게가 20톤에 이르는데, 이를 제 궤도까지 쏘아올릴 수 있는 것은 창정5호뿐이다. 톈궁 우주정거장은 미르 우주정거장, 국제우주정거장에 이어 세계에서 3번째 다중모듈 우주정거장이다. 연료, 식량을 공급해서 장기간 운용할 수 있게 한 것을 3세대 우주정거장이라고 하는데, 톈궁도 그런 3세대 우주정거장이다.
3개의 모듈로 구성되며, 핵심모듈인 톈허 모듈에 우주정거장의 엔진, 조종석이 있다. 톈허 모듈의 앞에 실험실 1 모듈, 뒤에 실험실 2 모듈이 도킹된다.
창정 5와 달리 창정 5B는 톈궁 우주정거장을 건설하기 위해 개발된 로켓이다.

## CZ-5B 발사기록
- 1차, 2020년 5월 5일, 차세대 유인 우주선 발사 성공
- 2차, 2021년 4월 29일, 톈궁 우주정거장의 핵심모듈 톈허 모듈 발사[23]
- 3차, 2021년 하반기, 톈궁 우주정거장의 실험실 1 모듈 원톈 모듈 발사
- 4차, 2022년, 톈궁 우주정거장의 실험실 2 모듈 멍톈 모듈 발사
- 5차, 2024년, 톈궁 우주정거장의 우주 망원경 쉰톈 발사

## 발사 목록
| 번호№   | 날짜 (UTC)            | 장소      | 상단 | 페이로드                               | 궤도          | 결과   |
| ------- | --------------------- | --------- | ---- | -------------------------------------- | ------------- | ------ |
| Y1      | 2016년 11월 3일 12:43 | 원창 LC-1 | YZ-2 | 시지안 17호                            | GEO           | 성공   |
| Y2      | 2017년 7월 2일 11:23  | 원창 LC-1 | YZ-2 | 시지안 18호                            | GTO           | 실패   |
| Y3      | 2019년 7월            | 원창 LC-1 | YZ-2 | 시지안 20호                            | GTO           | 제안중 |
| Y4      | Q4 2019               | 원창 LC-1 | 없음 | 창어 5호, 달 샘플 반환                 | TLI           | 제안중 |
| LM5B Y1 | 2019년 하반기         | 원창 LC-1 | 없음 | 차세대 우주선의 시험 비행              | LEO           | 제안중 |
|         | 2020년 7월 23일       | 원창 LC-1 | 없음 | 화성 글로벌 원격 탐사선 및 소형 탐사선 | TMI           | 계획중 |
|         | 2021년                | 원창 LC-1 | 없음 | 톈허 , 우주 정거장 핵심 모듈           | LEO           | 제안중 |
|         | 2022년                | 원창 LC-1 | 없음 | 원톈 , 우주 정거장 실험 모듈 1         | LEO           | 제안중 |
|         | 2022년                | 원창 LC-1 | 없음 | 멍톈 , 우주 정거장 실험 모듈 2         | LEO           | 제안중 |
|         | 2024년                | 원창 LC-1 | 없음 | 창어 6호 , 달 샘플 반환                | TLI           | 제안중 |
|         | 2024년                | 원창 LC-1 | 없음 | 쉰티안 , 우주 망원경                   | LEO           | 제안중 |
|         | 2024년                | 원창 LC-1 | 없음 | SPORT(태양 극 궤도 망원경)             | 헬리오 센트릭 | 제안중 |

## 같이 보기
- 궤도 발사체 군의 비교
- 궤도 발사체 시스템의 비교
- 소모성 발사 시스템
- 로켓 목록